# Generación 12
Generación 12 est un groupe de rock chrétien évangélique formé en 2007 à Bogota, Colombie, avec Lorena Castellanos, Fernando Ramos, Freddy Gómez, Johan Manjarres et Jose Luis Uriza, Leonardo Cabrera, Andrés Castro. Le groupe est affilié avec l’église Misión Carismática Internacional.

## Biographie
Generación 12 est formé en 2007 par membres de l’église Misión Carismática Internacional de Bogota, en Colombie. Sa composition comprend Lorena Castellanos, Johanna Alvarez, Johan Manjarres et Fernando Ramos au chant, Leonardo Cabrera et Andres Castro à la guitare, Jose Luis Uriza à la batterie. Le groupe enregistre son premier album Nueva nación (Nouvelle nation), dans le parc Metropolitano Simón Bolívar de Bogota, le 12 de septembre 2007. Il sort en 2008 sous le label Canzion.  Le groupe a produit des concerts dans plusieurs pays d’Amérique centrale et du Sud, ainsi qu'aux États-Unis. En 2023, il obtient un disque d'or pour avoir dépassé plus de 80 millions d’écoutes sur les plateformes numériques pour les albums “Esto Es Un Avivamiento”, “Sana Nuestra Nación” y “Tu Reino Está Aquí”.

## Discographie
Depuis 2008, Generación 12 a produit 12 albums.
1. 2008 : Nueva nación.
2. 2009 : El mundo cambiará
3. 2011 : Somos uno.
4. 2012 : Despierta mi corazón
5. 2013 : Despertar
6. 2013 : Llegó la Navidad
7. 2014 : Mientras viva (En vivo desde Sudamérica)
8. 2014 : Remix 1.2
9. 2015 : Tú nos salvarás
10. 2015 : Emanuel (Instrumental)
11. 2017 : Seamos Luz
12. 2019 : Todo Lo Haces Nuevo